# リチャード・セイラー
リチャード・H・セイラー（Richard H. Thaler, 1945年9月12日 - ）は、アメリカ合衆国の経済学者。シカゴ大学教授。専門は、行動経済学。
行動科学の理論家として国際的な研究業績を持ち、ダニエル・カーネマンらと協働し研究を牽引してきた。2017年ノーベル経済学賞受賞。

## 来歴
ニュージャージー州イーストオレンジ出身。ケース・ウェスタン・リザーブ大学卒（1967年）。ロチェスター大学で修士号（1970年）とPh.D.（1974年）取得。
ロチェスター大学助教授（1974年 - 1980年）、コーネル大学准教授（1980年 - 1986年）、コーネル大学ジョンソン経営大学院教授（1986年 - 1995年）、1995年からシカゴ大学教授。相田みつをのファン。

## 著述家としての活動

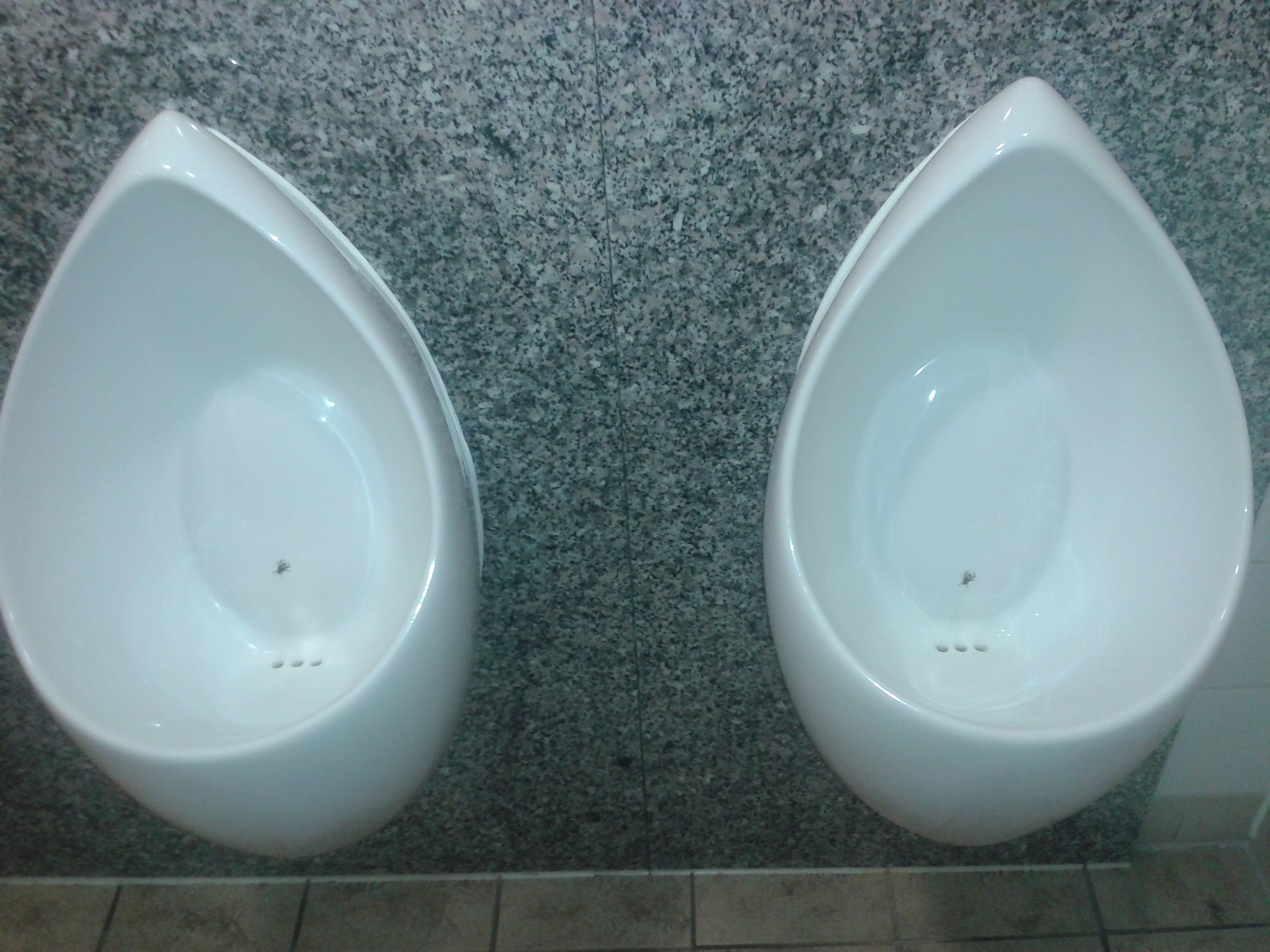
セイラーが確立したナッジ理論の象徴的事例として『実践 行動経済学』の冒頭で紹介される「便器のハエ」。便器にハエの絵を描くことで、「的に狙いを定める」という人間の心理を誘導し、床に小便を飛び散らせないようにしてアムステルダム・スキポール国際空港の清掃費を80 %削減するという経済的効果を上げた

### 一般向け啓蒙書
セイラーは行動科学の一般向け啓蒙書を多数執筆しており、代表作には『準合理的経済学（Quasi-rational Economics）』と『セイラー教授の行動経済学入門（The Winner's Curse）』がある。後者は、『Anomalies』というコラム・シリーズを一般向けに再構成したものである。彼は一貫して、市場ベースのアプローチは不完全だという問題意識を持ち続けており、こう述べたとされる。「従来の経済学では、人間は高度に合理的、あるいは超合理的であり、無感情な存在だと想定されてきた。人はコンピュータのように計算することができ、自己コントロールに関する問題など全くない、というわけだ」。
最近著は、『行動経済学の逆襲（Misbehaving: The Making of Behavioral Economics）』（W. W. Norton & Company, May 11, 2015／邦訳2016年）。
キャス・サンスティーンとの共著『実践 行動経済学（Nudge: Improving Decisions About Health, Wealth, and Happiness）』(Yale University Press, 2008／邦訳2009年)では、公的機関や民間企業がいかにして人々の日常における選択をよりよいものにすることができるかが議論されている。「人はしばしば、ひどい選択をしてしまった挙句に、あとでひどく後悔するものだ！〔…〕このようなことが起きてしまう理由は、私たち人間は誰でも、習慣化したバイアスという大きな溝に落ちやすいからであり、そのせいで教育、家計、健康管理、譲渡抵当、クレジットカード、幸福、そしてこの地球の問題に至るまで、たびたびひどい失敗に陥りがちなのである」。同著では、「選択の建築士（choice architect）」という概念が提唱されている。題名のNudge（ナッジ）とは、がみがみ言う（nag、ナッグ）よりも肘で軽く突く（nudge、ナッジ）ようなちょっとした後押しの方が、人の行動を変え良い結果に繋がるという理論に依る。

### その他の著作
セイラーが経済学界において注目を集めたのは、1987年から1990年にかけて『Journal of Economic Perspectives』に連載を続けたコラム『Anomalies』によってであった。このコラムは、伝統的なミクロ経済学理論の定説に反するような経済行動の具体例を紹介するものである。
最近書かれたある論文にて、セイラーと彼の共同研究者は人気テレビ番組『Deal or No Deal』の出演者が下した選択を分析し、経路依存的なリスク回避性向に関する行動主義的な説明を支持する議論を行っている。また、イギリスのゲーム番組『Golden Balls』における協力行動についても分析を行っている。

## その他の活動
『New York Times News Service』のコラムニストを務めるセイラーは、アメリカ合衆国の金融危機への解決案を連載し始めた。最初のコラムタイトルは、「ラジオ局周波数の一部を売却することでアメリカ合衆国の赤字を削減しうる（Selling parts of the radio spectrum could help pare US deficit）」。セイラーは同論考で、FCC（連邦通信委員会）を改革し、テレビ周波数チャンネルを無線技術向上のために使用できるようにして、コスト削減と米国政府の歳入増加を図るべきだ、というトーマス・ハズリットのアイデアに言及している。
セイラーはアセットマネジメント会社「Fuller & Thaler Asset Management」の創立者でもある。投資家集団は授かり効果、損失回避、現状維持バイアスといった認知バイアスを利用することができる、というのが同社の主張である。2004年〜2005年にトムソン・ロイター引用栄誉賞を受賞。
セイラーは2015年上映の映画『マネー・ショート 華麗なる大逆転』に本人役としてカメオ出演しており、セレーナ・ゴメスと共に熱い手の誤謬（hot hand fallacy）について解説している。

## 著作

### 単著・共著
- Thaler, Richard H. 1992. The Winner's Curse: Paradoxes and Anomalies of Economic Life. Princeton: Princeton University Press. ISBN 0-691-01934-7.
篠原勝訳『市場と感情の経済学――「勝者の呪い」はなぜ起こるのか』ダイヤモンド社、1998年／〔改題新版〕『セイラー教授の行動経済学入門』ダイヤモンド社、2007年
- Thaler, Richard H. 1993. Advances in Behavioral Finance. New York: Russell Sage Foundation. ISBN 0-87154-844-5.
- Thaler, Richard H. 1994. Quasi Rational Economics. New York: Russell Sage Foundation. ISBN 0-87154-847-X.
- Thaler, Richard H. 2005. Advances in Behavioral Finance, Volume II (Roundtable Series in Behavioral Economics). Princeton: Princeton University Press. ISBN 0-691-12175-3.
- Thaler, Richard H., and Cass Sunstein. 2009 (updated edition). Nudge: Improving Decisions About Health, Wealth, and Happiness. New York: Penguin. ISBN 0-14-311526-X.
キャス・サンスティーン共著、遠藤真美訳『実践 行動経済学』日経BP社、2009年
- Thaler, Richard H. 2015. Misbehaving: The Making of Behavioral Economics. New York: W. W. Norton & Company. ISBN 978-0-393-08094-0.
遠藤真美訳『行動経済学の逆襲』早川書房、2016年